# Визовая политика США

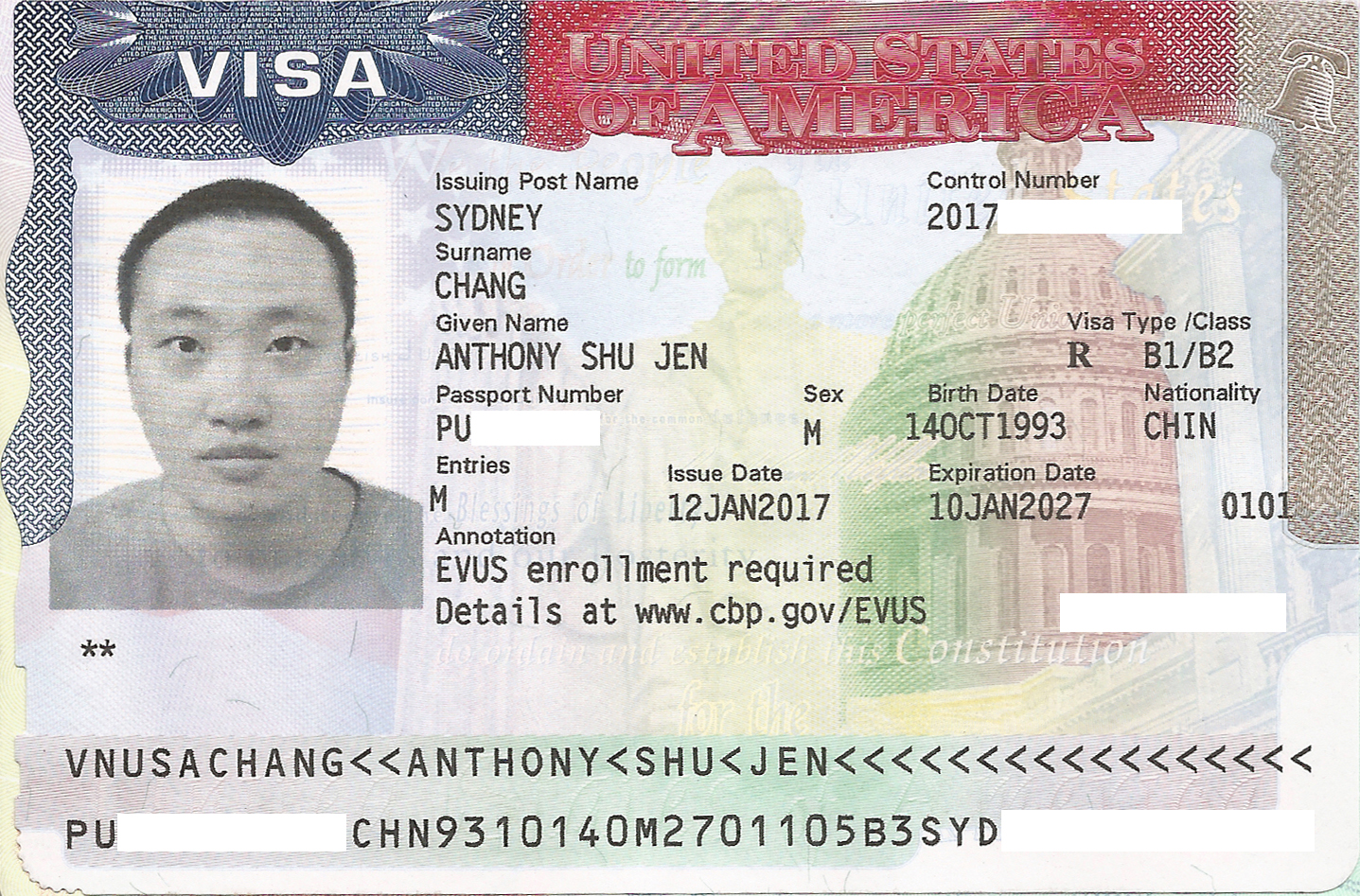
Десятилетняя туристическая виза США, выданная гражданину Китая

Визовая политика Соединённых Штатов состоит из требований, предъявляемых к иностранным гражданам для поездок в Соединённые Штаты Америки, въезда в них и пребывания в них. Посетители Соединённых Штатов должны получить визу в одном из дипломатических представительств США, если они не являются гражданами стран, в которых действует безвизовый режим. Данные правила применяются для поездок во все штаты США, Вашингтон, Пуэрто-Рико и Виргинские острова, а также на Гуам и Северные Марианские Острова с дополнительными исключениями, в то время как аналогичные, но отдельные правила применяются к Американскому Самоа.

## Проездные документы
Правительство США требует, чтобы все лица, въезжающие или выезжающие из США по воздуху, имели один из следующих документов:
- Паспорт гражданина США
- Заграничный паспорт; для въезда также необходима виза в США, за исключением:
  - Граждан некоторых соседних юрисдикций (Канада и Бермудские острова; Багамы, Британские Виргинские острова, Каймановы острова, острова Теркс и Кайкос (при определённых условиях) и Мексика (для определённых категорий лиц)
  - Граждан свободно ассоциированных государств (Маршалловы Острова, Микронезия и Палау)[2]
  - Граждан одной из 39 стран, участвующих в программе безвизового въезда (также для Гуама и Северных Марианских островов с дополнительными исключениями)
- Грин-карта (форма I-551) или временный штамп I-551
- Разрешение на повторный въезд в США (форма I-327) или проездной документ беженца (форма I-571)
- Предварительное разрешение на условно-досрочное освобождение в США (форма I-512) или документ о разрешении на работу с пометкой «действителен для повторного въезда в США» или «служит в качестве предварительного условно-досрочного освобождения I-512»
- Военный билет США или НАТО с предварительным распоряжением на поездку
- Удостоверение торгового мореплавателя США с указанием гражданства США
- Карта NEXUS с указанием гражданства США или Канады (работает только в аэропортах Канады)
- Транспортное письмо, выданное правительством США, или посадочный документ (только для въезда)
- Экстренный проездной документ за границу или приказ о высылке из США (только для выезда)

Для въезда по суше или по воде в США физические лица должны предъявить один из документов, приемлемых для въезда по воздуху, или один из следующих:
- Паспортная карта США
- Карта NEXUS, SENTRI, FAST или Global Entry с указанием гражданства США или Канады
- Расширенные водительские права США или Канады
- Улучшенная племенная карта, удостоверение личности с фотографией коренных американцев или карта статуса канадских индейцев
- Свидетельство о рождении в США или Канаде, консульский отчёт о рождении за границей в США, свидетельство о натурализации в США или свидетельство о гражданстве Канады — только для детей младше 16 лет или младше 19 лет в группе под присмотром[3]
- Выданное государством удостоверение личности с фотографией вместе со свидетельством о рождении в США, консульским актом о рождении за границей или свидетельством о натурализации — только для путешествий на круизном судне, возвращающегося в то же место отправления в Соединённых Штатах[4]

Граждане Мексики могут использовать карту для пересечения границы, которая служит визой при предъявлении паспорта. Без паспорта карта сама по себе также позволяет въезд по суше или по воде, оставаясь в пределах 25 миль от границы Мексики и США (до 75 миль в Аризоне и 55 миль в Нью-Мехико) на срок до 30 дней.
Детям, рождённым от матери-постоянного жителя США во время временного визита за границу, не требуется паспорт или виза при первом повторном въезде матери в США в течение двух лет после рождения. Точно так же детям, родившимся за границей у родителей с иммиграционной визой в США после её выдачи, не нужен паспорт или виза, если они указаны в паспорте родителя со свидетельством о рождении.

### Визы
Существуют 2 типа виз в США:
1. Неиммиграционные визы: для временного пребывания, например, для туризма, бизнеса, посещения семьи, учёбы, работы или транзита;
2. Иммиграционные визы: для постоянного проживания в США. В порту въезда, после подтверждения штампом о допуске по форме I-551, виза служит доказательством постоянного проживания в течение одного года, и владелец визы оформляется для получения грин-карты. Ребёнок с визой IR-3 или IH-3 автоматически становится гражданином США, после чего происходит оформление свидетельства о гражданстве (N-560).

Виза в США не разрешает въезд в Соединённые Штаты или пребывание в определённом статусе, но служит только как предварительное разрешение на поездку в Соединённые Штаты и на получение разрешения на въезд в пункте въезда. Окончательный допуск в Соединённые Штаты производится в пункте пропуска сотрудником Погранично-таможенной службы США. Для тех, кто въезжает по неиммиграционной визе, данные о допуске регистрируются сотрудником пограничной службы в форме I-94 (или форме I-94W для граждан стран, участвующих в программе безвизового въезда для краткосрочных поездок), которая служит официальным документом, разрешающим пребывание в США в определённом статусе и на определённый период времени. Чтобы иммигрировать, нужно иметь либо иммиграционную визу, либо визу двойного намерения, которая совместима с подачей одновременного заявления на получение неиммиграционного и иммиграционного статуса.
Въезд в США по рабочей визе в большинстве случаев можно описать как трёхэтапный процесс. Во-первых, работодатель подаёт заявление в Службу гражданства и иммиграции США, запрашивая визу определённой категории для конкретного человека. Если заявление работодателя одобрено, оно разрешает физическому лицу только подавать заявление на визу. Затем человек подаёт заявку на визу и обычно проходит собеседование в посольстве или консульстве США в своей стране. Если посольство или консульство выдаёт визу, физическому лицу разрешается въехать в Соединённые Штаты. В аэропорту, на границе или в другом пункте въезда человек разговаривает с сотрудником Погранично-таможенной службы, чтобы запросить допуск, и в случае одобрения данное лицо может пройти на территорию США
Помимо иммиграции, спонсируемой членом семьи или работодателем из США, гражданам определённых стран ежегодно предоставляется около 55 000 иммиграционных виз в рамках программы «Diversity Immigrant Visa», более известная как «Лотерея „Грин-карт“».

## Карта визовой политики

Визовая политика США
Соединённые Штаты и их территории
Безвизовый въезд (6 месяцев)
Безвизовый въезд со справкой о несудимости (6 месяцев)
Безвизовый въезд (90 дней)
Свободно ассоциированные государства
Требуется получение визы

## Безвизовый въезд
По состоянию на 2024 год правительство США выбрало 42 страны для включения в Программу безвизового въезда. Гражданам данных стран не нужна виза США для краткосрочного пребывания, но они должны получить электронное разрешение для прибытия по воздуху или по морю. Посетители могут оставаться в США до 90 дней, включая время, проведённое в Канаде, Мексике, на Бермудских островах или на островах Карибского моря, если они прибыли через Соединённые Штаты.
При этом, по состоянию на 2024 год те, кто посетил Иран, Ирак, Ливию, Северную Корею, Сомали, Судан, Сирию или Йемен после 1 марта 2011 года, а также Кубу после 12 января 2021 года, или имеет двойное гражданство данных стран, не имеют права на поездки в рамках безвизового въезда и должны получить стандартную визу США. Однако те, кто посещает данные страны в качестве дипломатов, военных, журналистов, гуманитарных работников или легальных бизнесменов, могут быть лишены этого права.
90 дней
- Шенгенская зона
- Андорра
- Великобритания
- Ирландия
- Монако
- Сан-Марино
- Бруней
- Израиль[10]
- Катар[11]
- Китайская Республика
- Республика Корея
- Сингапур
- Япония
- Австралия
- Новая Зеландия
- Чили

180 дней
- Канада
- Бермуды

Соединённые Штаты также предоставляют безвизовый въезд гражданам некоторых других соседних юрисдикций при определённых условиях:
- Маршалловы Острова,  Микронезия,  Палау. В соответствии с Договором о свободной ассоциации граждане Маршалловых Островов, Микронезии и Палау могут въезжать, проживать, учиться и работать в Соединённых Штатах на неограниченный период без визы. Эти льготы предоставляются гражданам от рождения, а также натурализованным гражданам, которые проживали в соответствующей стране не менее пяти лет, за исключением тех, кто получил гражданство за счёт инвестиций[12][13].
- Багамские Острова. Гражданам Багамских островов не нужна виза в Соединённые Штаты, если они подают заявление на въезд в одном из пунктов предварительной таможенной очистки в международных аэропортах Нассау или Большой Багама. Помимо багамского паспорта, заявители в возрасте 14 лет и старше должны предъявить справку из полиции, выданную Королевской полицией Багамских островов за предыдущие шесть месяцев, с указанием отсутствия судимости[14].
- Виргинские Острова (Великобритания). Граждане Британских Виргинских островов могут путешествовать без визы на Виргинские острова США со своим паспортом Британских Виргинских островов. Они также могут совершать поездки в другие части Соединённых Штатов, если они предъявят Свидетельство о добросовестном поведении, выданное Департаментом полиции Королевских Виргинских островов, указывающее на отсутствие судимости[5].
- Острова Кайман. Граждане Каймановых островов могут путешествовать без визы в США. Чтобы соответствовать требованиям, они должны получить отказ от визы от Службы паспортов и корпоративных услуг Каймановых островов, для чего они должны предоставить паспорт Каймановых островов, действительный в течение, как минимум, шести месяцев после их предполагаемого отъезда из Соединённых Штатов, за плату в размере 25 долларов Каймановых островов, а также справку о несудимости для заявителей в возрасте 13 лет и старше. Отказ от визы действителен только для однократного въезда и для поездки непосредственно с Каймановых островов в США[15].
- Теркс и Кайкос. Граждане территорий островов Теркс и Кайкос могут путешествовать в Соединённые Штаты без визы для краткосрочного пребывания по делам или на отдыхе. Чтобы получить право, они должны выехать прямо с территории островов в Соединённые Штаты, предъявить паспорт островов Теркс и Кайкос или другой проездной документ, подтверждающий, что они являются гражданами британских заморских территорий с правом проживания на островах Теркс и Кайкос, и заявители в возрасте 14 лет и старше должны также предоставить справку из полиции, выданную за предыдущие шесть месяцев, об отсутствии судимости[16].
- Мексика. Некоторым гражданам Мексики не нужна виза для поездки в Соединённые Штаты. К данной категории относятся: государственные служащие, не назначенные на постоянное место жительства в США, и сопровождающие их члены семьи, имеющие дипломатические или официальные паспорта, на срок до шести месяцев; члены племен кикапу из Техаса или Оклахомы, имеющие форму I-872, карту американских индейцев; и члены экипажей мексиканских авиакомпаний, работающих в США[5]. Другие граждане Мексики могут въезжать в Соединённые Штаты с карточкой для пересечения границы, которая действует как виза и имеет аналогичные требования[17].

### Программы безвизового въезда на Гуам и Северные Марианские острова
Несмотря на то, визовая политика США также распространяется на территории США на Гуаме и Северных Марианских островах, обе территории имеют дополнительные программы безвизового режима для граждан некоторых стран. Программа безвизового въезда на данные территории, впервые введённая в действие в октябре 1988 года и периодически изменяемая, позволяет гражданам 11 стран Азии, Европы и Океании въезжать на Гуам и Северные Марианские острова в качестве туристов на срок до 45 дней без необходимости получения разрешения на въезд в США. Политика условно-досрочного освобождения также позволяет гражданам Китая безвизовый доступ на Северные Марианские острова на срок до 14 дней.
- Австралия
- Бруней
- Великобритания
- Гонконг
- Китай
- Малайзия
- Новая Зеландия
- Науру
- Папуа — Новая Гвинея
- Сингапур
- Китайская Республика
- Республика Корея
- Япония

### Американское Самоа
Визовая политика США не распространяется на территорию Американского Самоа, поскольку оно имеет свои собственные требования к въезду и сохраняет контроль над своими границами. Следовательно, ни виза США, ни Электронная система авторизации путешествий не могут быть использованы для въезда в Американское Самоа. При необходимости разрешение на въезд или электронное разрешение следует получить в Департаменте по правовым вопросам Американского Самоа.
Граждане США могут оставаться в Американском Самоа на неопределённый срок. Для въезда они должны предъявить паспорт США или подать онлайн-заявку на получение электронного разрешения с копией свидетельства о рождении, удостоверения личности, маршрута и сбора в размере 50 долларов США.
Граждане Канады, Израиля, Маршалловых островов, Микронезии, Палау и стран, участвующих в программе безвизового въезда в США, могут посещать территорию Американского Самоа на срок до 30 дней без разрешения на въезд. Однако, если они прибывают по воздуху, они должны подать онлайн-заявку на получение электронного разрешения под названием «OK to board» или «OK board», по крайней мере, за 48 часов до поездки, с указанием биометрического паспорта и маршрута. Они также должны внести сбор в размере 20 долларов США до поездки или по прибытии.
Граждане Самоа могут подать заявление на получение групповых разрешений на пребывание до 7 дней (варьируемый сбор) или индивидуальных разрешений на пребывание до 14 дней (сбор в размере 10 долларов США) или 30 дней (сбор в размере 40 долларов США, за исключением детей до 5 лет). Их процесс подачи заявки требует меньше документов.
Транзитные путешественники любой национальности могут бесплатно подать заявку на получение электронного разрешения, разрешающего пребывание до 24 часов.

### Аляска
Жителям Чукотского автономного округа в России, которые являются представителями коренного населения, не требуется виза для посещения Аляски, если у них есть родственники (кровные родственники, представители того же племени, коренные жители, которые имеют схожий язык и культурное наследие) на Аляске. Пункты въезда находятся в Гамбелле и Номе.
Лица должны быть приглашены родственником на Аляску, должны уведомить местные власти по крайней мере за десять дней до поездки на Аляску и должны покинуть Аляску в течение 90 дней.
Соглашение, устанавливающее эту политику, было подписано между СССР и Соединёнными Штатами 23 сентября 1989 года. Соединённые Штаты сделали его действительным 17 июля 2015 года.

## Категории виз США

### Виза A
Визы категории «A» выдаются представителям иностранного правительства, направляющимся в Соединённые Штаты для участия в официальной деятельности данного правительства. Визы выдаются послам, министрам, дипломатам иностранных государств, а также другим должностным лицам или сотрудникам иностранных правительств, путешествующие по служебным делам (виза A-1). Виза А также выдаётся ближайшим членам семьи таких иностранных государственных должностных лиц, определяемых как «супруг(а) основного заявителя и незамужние сыновья и дочери любого возраста, которые не являются членами какого-либо другого семейства и которые будут регулярно проживать в домашнем хозяйстве основного иностранца» (виза А-2) и лицам, которые признаны иждивенцами от направляющего правительства (виза A-3).

### Виза B
Самая распространённая неиммиграционная виза США — многоцелевая виза B-1/B-2, предназначенная для краткосрочных деловых (B-1), развлекательных поездок или с целью получения медицинской помощи (B-2) в США. Заявители на получение данной визы иногда получают визу B-1 (деловые цели) или B-2 (туризм), если их причина поездки достаточно конкретна, чтобы визовый офицер не считал, что они имеют право на получение комбинированной визы B-1/B-2.
С 24 января 2020 года визы B не выдаются лицам, у которых ожидается рождение ребёнка во время их пребывания в США, если только они не продемонстрируют, что основной целью их визита не является получение гражданства США для ребёнка. Кроме того, заявители на визу B, обращающиеся за лечением в США, должны продемонстрировать свои условия для лечения и достаточно подтвердить свою платёжеспособность.

### Виза C
Визы категории «C» преимущественно транзитные. Виза C-1 выдаётся лицам, которые путешествуют в «немедленном и непрерывном транзите через Соединённые Штаты по пути к другой стране». Виза C-2 выдаётся дипломатам, прибывающим транзитом в штаб-квартиру ООН и из неё, и действует только в окрестностях Нью-Йорка. Виза C-3 выдаётся дипломатам и их иждивенцам, прибывающим транзитом в страну их пребывания и обратно.

### Виза D
Визы категории «D» выдаются членам экипажей морских судов и международных авиакомпаний в США. Сюда входят пилоты и бортпроводники коммерческих авиакомпаний, капитан, инженер или матрос морского судна, обслуживающий персонал круизного лайнера и стажёры на борту учебного судна.

### Виза E
Визы трейдера по договору (виза E-1) и инвестора по договору (виза E-2) выдаются гражданам стран, подписавших договоры о торговле и мореплавании с Соединёнными Штатами. Они выдаются физическим лицам, работающим в компаниях, ведущих значительную международную торговлю, или инвесторам (и их сотрудникам), которые сделали значительные инвестиции в бизнес в Соединённых Штатах. Для граждан Австралии полагается виза E-3.

### Виза F
Визы категории «F» выдаются иностранным студентам, обучающимся в аккредитованных учебных заведениях США. Визы F-1 предназначены для студентов очной формы обучения, визы F-2 — для супругов и детей владельцев визы F-1, а визы F-3 — для лиц, прибывающих через границу, которые проживают в своей стране происхождения во время учёбы в Соединённых Штатах.

### Виза G
Визы G выдаются дипломатам, правительственным чиновникам и сотрудникам, которые будут работать в международных организациях в Соединённых Штатах. Виза G-1 выдаётся для постоянных членов миссии; виза G-2 выдаётся представителям признанного правительства путешествующего временно присутствовать на заседаниях назначенного международной организации; визы G-3 выдаются лицам, которые представляют непризнанное правительство; визы G-4 выдаются для тех, кто записывается на приём; визы G-5 выдаются для личных работников владельцев виз G1-G4. Визы G1-G4 также выдаются ближайшим родственникам основного держателя визы, если они соответствуют определённым критериям.

### Виза НАТО
Должностным лицам, работающим в Организации Североатлантического договора, требуется виза НАТО. Виза НАТО-1 выдаётся постоянным представителям НАТО и их сотрудникам; виза НАТО-2 — представителю государства-члена в НАТО или её вспомогательных органах, советнику или техническому эксперту делегации НАТО, посещающей США, военнослужащим вооружённых сил НАТО; виза НАТО-3 выдаётся официальному административному персоналу, сопровождающему представителя государства-члена НАТО; виза НАТО-4 выдаётся иностранному гражданину, признанному должностным лицом НАТО; виза НАТО-5 выдаётся иностранному гражданину, признанному экспертом НАТО; виза НАТО-6 выдаётся члену гражданского компонента НАТО. Визы НАТО-7 выдаются личным сотрудникам владельцев виз НАТО-1—НАТО-6. Все визы НАТО выдаются также ближайшим родственникам держателей указанных виз.

### Виза H
Визы категории «H» являются рабочими и выдаются временным работникам в США.
Ныне прекращённые визы H-1A и H-1C существовали в периоды, когда США испытывали нехватку медсестёр с 1989 года. Виза H-1A была создана Законом об оказании помощи медсёстрам от 1989 года и закончилась в 1995 году. Вскоре была создана виза H-1C в соответствии с Законом об оказании помощи медсёстрам в неблагополучных районах 1999 года, срок действия которого истёк в 2005 году. В настоящее время медсёстры должны подавать заявление на получение визы H-1B.
Виза H-1B предназначена для вакансий профессионального уровня, требующие, как минимум, степени бакалавра в определённой академической области. Кроме того, работник должен иметь степень или эквивалент такой степени благодаря образованию и опыту. Существует требуемая заработная плата, которая, по крайней мере, равна заработной плате, выплачиваемой работодателем аналогичным квалифицированным работникам, или преобладающей заработной плате для таких должностей в географических регионах, где расположены рабочие места. Эта виза также распространяется на моделей с выдающимися заслугами и способностями.
Виза H-2A позволяет иностранному гражданину въезд в США для временной или сезонной сельскохозяйственной работы для подходящих работодателей при определённых условиях.
Визы H-2B позволяет иностранному гражданину въезд в США для временной или сезонной несельскохозяйственной работы для подходящих работодателей при определённых условиях.
Виза H-3 доступна для тех иностранных граждан, желающих «пройти обучение в любой сфере деятельности, кроме медицинского образования или обучения, которые не доступны за пределами США», или «участвовать в обменной программе специального образования, которая предусматривает практическую подготовку и получение опыта в обучении детей с физическими, умственными или эмоциональными нарушениями».
Виза H-4 выдаётся ближайшим родственникам владельцев визы H. В некоторых случаях они имеют право на трудоустройство.

### Виза I
Виза I-1 выдаётся представители иностранных СМИ, в том числе представителей прессы, радио, кино и полиграфической промышленности, путешествующая для временной работы в Соединённых Штатах по профессии.

### Виза J
Виза J-1 выдаётся участникам программ обмена гостями по работе и учёбе. Программа обмена посетителями осуществляется в соответствии с положениями Закона Фулбрайта-Хейса 1961 года, официально известного как Закон о взаимном образовании и культурном обмене 1961 года. Программа обмена посетителями администрируется Управлением по координации и назначению обменов в Бюро по вопросам образования и культуры. Выполняя обязанности Программы обмена посетителями, Департамент назначает государственные и частные организации в качестве спонсоров обмена. Супругам и иждивенцам посетителей по обмену J-1 выдаётся виза J-2.

### Виза K
Виза K-1 выдаётся жениху или невесте. Виза K-1 требует, чтобы иностранец женился на заявителе-гражданине США в течение 90 дней с момента въезда или покинул Соединённые Штаты. После вступления пары в брак иностранный гражданин может изменить статус и стать законным постоянным жителем США (обладателем грин-карты). Виза K-2 выдаётся не состоящим в браке детям в возрасте до 21 года. Иностранные однополые партнёры граждан США в настоящее время признаны Службой гражданства и иммиграции США и, соответственно, могут претендовать на получение визы K-1 и для получения статуса постоянного жителя.

### Виза L
Виза L-1 предназначена для работников филиалов американских компаний за границей, которые проработали в нём не менее одного непрерывного года в течение последних трёх лет и которые приедут в Соединённые Штаты для работы на руководящую или управленческую должность (L-1A) или в качестве специализированного специалиста (L-1B). Виза L-2 выдаётся супругу/супруге и не состоящим в браке детей в возрасте до 21 года квалифицированных держателей визы L-1.

### Виза M
Виза M-1 — тип студенческой визы, предназначенной для профессионально-технических училищ. Студенты со статусом M-1 не могут работать в кампусе или за его пределами во время учёбы, и они не могут поменять свой статус на F-1. Виза M-2 позволяет супругу/супруге и несовершеннолетним детям учащегося профессионального образования M-1 сопровождать его или её в Соединённые Штаты.

### Виза O
Виза O — тип визы, выдаваемой иностранному рабочему, обладающему экстраординарными способностями в науке, искусстве, образовании, бизнесе или спорте (виза O-1A) или имеющему продемонстрированные выдающиеся достижения в кино или на телевидении с национальным или международным признанием за эти достижения (виза O-1B) и некоторым помощникам (виза O-2) и ближайшим родственникам таких иностранцев (виза O-3).

### Виза P
Визы P выдаются отдельным лицам или спортсменам команд или членам развлекательной группы, включая лиц, предоставляющих основные вспомогательные услуги (виза P-1), артистов или эстрадников (отдельных лиц или групп) в рамках программы взаимного обмена (виза P-2), а также артистов или эстрадников (отдельных лиц или групп), приезжающих для выступления, преподавания или обучения в рамках программы, которая является уникальной в культурном отношении (виза P-3). Визы P-4 выдаются супругам или детям в возрасте до 21 года держателей виз P-1, P-2 или P-3.

### Виза Q
Виза Q-1 выдаётся участникам программы международного культурного обмена. Программа культурного обмена категории «Q» предназначена для обеспечения практического обучения и трудоустройства, а также обмена историей, культурой и традициями родной страны заявителя данной визы с Соединёнными Штатами.

### Виза R
Виза R-1 выдаётся религиозным деятелям. Они должны быть членом религиозной конфессии, имеющей добросовестную некоммерческую религиозную организацию в США, работающая, как минимум, 2 года. Виза R-2 выдаётся супругам или детям в возрасте до 21 года держателей визы R-1.

### Виза S
Визы S выдаются лицам, которые помогали правоохранительным органам в качестве свидетелей или информаторов. Правоохранительные органы могут подать заявление на получение статуса иностранца-резидента, то есть на получение грин-карты от имени свидетеля или информатора, после того, как человек выполнил условия своей S-визы. Существует ограничение на выдачу 200 виз S в год.

### Виза TN
Виза НАФТА (TN) позволяет гражданам Канады и Мексики, чья профессия включена в список Североамериканской зоны свободной торговли и которые должны иметь степень бакалавра, работать в США на заранее согласованной работе. Гражданам Канады обычно не нужна виза для работы со статусом TN (если они не проживают за пределами Канады с членами семьи, не являющимися канадцами), в то время как гражданам Мексики требуется виза TN. Супруги и дети-иждивенцы специалиста TN могут быть допущены в США с категорией «TD».

### Виза T
Виза T-1 выдаётся жертвам тяжких форм торговли людьми. Владельцы данной визы могут изменить свой статус на статус постоянного жителя. Подтипы этой визы: T-2 (выдаётся супругам держателей T-1), T-3 (выдаётся детям держателей T-1), T-4 (выдаётся родителям держателей T-1 в возрасте до 21 года) и T-5 (выдаётся не состоящим в браке братьям и сёстрам в возрасте до 18 лет держателей T-1, которые моложе 21 года).

### Виза U
Виза U-1 выдаётся жертвам преступлений и членам их семей, которые пострадали от значительного психического или физического насилия и готовы помогать правоохранительным и правительственным органам в расследовании или уголовном преследовании преступной деятельности. Подтипы данной визы: U-2 (выдаётся супругам держателей U-1), U-3 (выдаётся детям держателей U-1), U-4 (выдаётся родителям держателей U-1 в возрасте до 21 года) и U-5 (выдаётся не состоящим в браке братьям и сёстрам в возрасте до 18 лет держателей U-1, которые моложе 21 года).

### Виза V
Виза V — это временная виза, доступная супругам и несовершеннолетним детям (не состоящим в браке, младше 21 года) законных постоянных жителей США. Это позволяет постоянным жителям достичь семейного единства со своими супругами и детьми во время иммиграционного процесса. Виза была создана в соответствии с Законом об иммиграционном семейном равенстве 2000 года. Закон призван освободить от ответственности тех, кто подал заявление на получение иммиграционной визы 21 декабря 2000 года или до этой даты. Фактически виза V в настоящее время недоступна для супругов и несовершеннолетних детей держателей грин-карт, подавших заявление после 21 декабря 2000 года.

## Отказ в выдаче визы
Статья 221(g) Закона об иммиграции и гражданстве определяет несколько категорий иностранцев, не имеющих права на получение визы.
Основания для отказа могут включать, но не ограничиваться:
- Соображениями здоровья
- Криминальной историей
- Опасениями по поводу безопасности
- Государственным сбором (в данном контексте плата означает бремя)
- Незаконным въездом, нарушением иммиграции
- Непредставлением запрошенных документов
- Отсутствием права на гражданство
- Ранней депортации из США
- Постоянным отказом супругу/супруге гражданина США в визе B1/B2 на том основании, что супруг/супруга может захотеть остаться в Соединённых Штатах.

Статья 214(b) Закона об иммиграции и гражданстве гласит, что каждый иностранец рассматривается как потенциальный иммигрант до тех пор, пока он не сможет доказать, что он имеет право на статус неиммигранта. Это означает, что у отказа по статье 214(b) есть две стороны: либо заявитель не убедил консульского офицера в том, что он не намерен оставаться в США на постоянной основе, либо заявитель не убедил консульского офицера в том, что он имеет право на получение визы, на которую он подал заявление. Примером отказа на первом основании может быть отсутствие у заявителя связей с родиной (например, если у заявителя отсутствуют постоянное место работы и поездки за границу), неуверенность заявителя во время прохождения интервью. Примером отказа на втором основании может быть заявитель на визу H-1B, который не смог доказать, что он обладает высшем образованием (степень бакалавра, либо его эквивалент) по специальности, соответствующей характеру выполняемой работы. Поэтому для того, чтобы впоследствии получить визу, заявителям рекомендуется объективно оценить свою ситуацию, посмотреть, в чём они не справились с визовыми требованиями, а затем подать повторную заявку.
В редких случаях статья 212(d)(3) Закона об иммиграции и гражданстве разрешает временный въезд определённых иностранцев, которым в противном случае был бы запрещён въезд в Соединённые Штаты. Лицо подаёт заявку на отмену запрета на въезд в США с неиммиграционной целью и оплачивает консульский сбор. Принимая решение об утверждении отказа, Апелляционный совет по иммиграционным делам учитывает, будет ли вред обществу, если заявитель будет принят в Соединённые Штаты, серьёзность предыдущих нарушений заявителя и характер причин, по которым заявитель пожелал въехать в США. Для более быстрого решения вопроса о выдаче визы, после получения отказа или уведомления о запрете на въезд, ходатайство о снятии запрета на въезд в неиммиграционных целях можно подать непосредственно в консульский отдел посольства США вместе с заявлением о выдаче неиммиграционной визы, при условии наличия надлежащих документов.